# Озолс, Екабс (музыкант)
Екабс Озолс (латыш. Jēkabs Ozols, в старых русских источниках Яков Озол; 9 августа 1863, Салгальская волость — 4 августа 1902, Огер) — латвийский скрипач, композитор и дирижёр.
Увлёкся музыкой во время обучения в Митавском реальном училище (1878—1881), где организовал и возглавил хор. Учился играть на скрипке у Карла Раппа. Затем окончил Санкт-Петербургскую консерваторию (1889) по классу скрипки Петра Краснокутского (1889) и классу теории музыки Юлия Иогансена (1892), занимался также композицией под руководством Николая Римского-Корсакова. В 1887—1890 гг. вёл там же класс скрипичной игры для нескрипачей.
Выступал в Латвии как солист (в частности, в 1888 году на Третьем Празднике песни исполнил скрипичный концерт Бенжамена Годара). В 1891—1899 гг. капельмейстер Рижского латышского театра, одновременно дирижёр хора Рижского латышского певческого общества. В 1894 году организовал первый концерт камерной музыки с участием латышских музыкантов. В 1900 дирижировал первым публичным исполнением песни «Gaismas pils».
Автор одноактного зингшпиля «В час призраков» (латыш. Spoku stundā, либретто Екабса Дубурса), поставленного в 1893 году и ставшего первой оперой на латышском языке. Сочинял также музыку к театральным постановкам, в том числе к пьесе Аспазии «Ведьма» (1895). Написал первый на латышском языке учебник игры на скрипке (латыш. Vijoles skola; 1887).
Умер от туберкулёза.